# Москва (линейный корабль, 1750)
«Москва» — парусный линейный корабль Балтийского флота Российской империи, один из кораблей типа «Слава России». Находился в составе флота с 1749 по 1758 год, принимал участие в Семилетней войне, во время которой разбился. До войны неоднократно принимал участие в практических плаваниях эскадр кораблей Балтийского флота.

## Описание судна
Представитель серии парусных двухдечных линейных кораблей типа «Слава России». Эта серия кораблей была самой многочисленной и одной из самых удачных серий линейных кораблей Российского императорского флота. Корабли серии строились с 1733 по 1774 год на верфях Санкт-Петербурга и Архангельска и принимали участие во всех плаваниях и боевых действиях российского флота в период с 1734 по 1790 год. Всего в рамках серии было построено 58 линейных кораблей. Все корабли этой серии обладали высокими мореходными качествами, хорошей манёвренностью и остойчивостью.
Водоизмещение корабля составляло 1200 тонн, длина по сведениям из различных источников от 46,5 до 47,4 метра, ширина от 12,3 до 12,65 метра, а осадка от 5,4 до 5,48 метра. Вооружение судна составляли 66 орудий, включавшие двадцатичетырёх-, двенадцати- и шестифунтовые пушки, а экипаж мог быть до 600 человек. Скорость судна при свежем ветре могла достигать восьми узлов.

## История службы
Линейный корабль «Москва» был заложен на Соломбальской верфи 24 августа (4 сентября) 1749 года и после спуска на воду 19 (30) апреля 1750 года вошёл в состав Балтийского флота России. Строительство вёл корабельный и камельный мастер майорского ранга Александр Сютерланд.
10 (21) июля 1750 года вышел из Архангельска для перехода в Балтийское море. Во время перехода попал в шторм, во время которого получил повреждения, и вынужден был вернуться на ремонт в Архангельск. 1 (12) августа того же года после исправления повреждений вновь покинул Архангельский порт и 14 (25) октября прибыл в Ревель.
С 1751 по 1756 год в составе эскадр кораблей Балтийского флота принимал участие в практических плаваниях в Финском и Ботническом заливах до Аландских островов и в Балтийском море до острова Готланда. Помимо этого 30 июля (10 августа) 1752 года в составе эскадры принимал участие в торжественных мероприятиях по случаю открытия канала имени Петра Великого.
Принимал участие в Семилетней войне. В кампанию 1757 года был включён в состав эскадры под командованием контр-адмирала В. Ф. Люиса, которая 29 апреля (10 мая) вышла из Ревеля для блокады побережья Пруссии. 24 мая (4 июня) отделился от эскадры и до 18 (29) июня ушёл в крейсерское плавание между Мемелем и мысом Брустерорт, некоторое время совместно с фрегатом «Россия» находился на посту у Мемеля, а 4 (15) июля пришёл на Данцигский рейд к остальным кораблям флота. 8 (19) августа в составе эскадры адмирала В. А. Мятлева вышел в крейсерское плавание вдоль берегов Пруссии, однако 12 (23) августа на корабле открылась течь, и он вынужден был уйти на ремонт в Ревель, после чего вернулся в Кронштадт. В кампанию 1758 года 2 (13) июля ушёл из Кронштадта в крейсерское плавание и 9 (20) июля у Копенгагена присоединился к объединённому русско-шведскому флоту, в составе которого до 28 августа (8 сентября) принимал участие в блокаде пролива Зунд. Блокада осуществлялась с целью недопущения английского флота в Балтийское море.
28 августа (8 сентября) 1758 года в составе эскадры кораблей Балтийского флота взял курс на Кронштадт. Между островами Мен и Рюген из-за повреждений фок-мачты отделиться от эскадры и пошёл по направлению занятого на тот момент русскими войсками Данцига. В пути на корабле также надломилась грот-мачта, начали отходить ватервейсы и расходиться стыки наружной обшивки, в связи с чем открылась сильная течь, а сильные противные ветра вынудили корабль поменять курс и пойти в направлении российских портов. 26 сентября (7 октября) «Москва» ветром и волнами был прижат к берегу в районе Либавы. Экипажу удалось поставить корабль на двух якорях, однако ночью его стало бить о грунт, от этих ударов были сломаны фок-мачта, бушприт, румпель, крюйс и грот-стеньги, вода в трюме начала сильно прибывать. С целью облегчения качки экипаж срубил грот-мачту, однако через 30 минут корабль начал дрейфовать и в районе 2 часов ночи вновь лёг на грунт. Для того, чтобы плотнее посадить корабль на мель на нём также срубили и бизань-мачту. На рассвете выяснилось, что корабль сел на мель в двух кабельтовых от берега. В связи с тем, что все шлюпки во время крушения также были разбиты, несколько офицеров с группой матросов на плотах переправились на берег, где занялись поиском пригодных для перевозки людей лодок. На следующий день на найденных рыбацких лодках весь оставшийся экипаж был перевезён на берег. В ночь на 1 (12) октября корабль был полностью разбит волнами.
Во время кораблекрушения из 446 находившийся борту членов экипажа умерли холода и голода или утонули 98 человек, включая мичмана Григория Баранова. В своём донесении о событиях 26 сентября (7 октября) командир корабля капитан 2-го ранга И. Голенищев-Кутузов писал: 

...точию от великой стужи и голоду, умирало служителей на день человек по двадцати...

## Командиры корабля
Командирами линейного корабля «Москва» в разное время служили:
- лейтенант майорского ранга, а с 5 (16) сентября 1751 года капитан 3-го ранга Г. Кривской (1750—1752 годы)[18];
- капитан-лейтенант А. И. Секерин (1752—1753 годы)[10];
- капитан 2-го ранга, а с 5 (16) мая 1757 года капитан 1-го ранга Г. Кривской (1754—1757 годы)[18];
- капитан 2-го ранга И. Голенищев-Кутузов большой (1758 год)[19].

### Комментарии
1. ↑  Также в серию входили два корабля «Северный Орёл» 1735 и 1763 годов постройки, два корабля «Ревель» 1735 и 1756 годов постройки, два корабля «Ингерманланд» 1735 и 1752 годов постройки, два корабля «Святой Пётр» 1741 (до 6 (17) декабря 1741 года назвался «Иоанн») и 1760 годов постройки, два корабля «Полтава» 1743 и 1754 годов постройки, два корабля «Святой Александр Невский» 1749 и 1762 годов постройки, корабль «Москва» 1760 года постройки, корабли «Слава России» (головной корабль серии), «Основание Благополучия», «Леферм», «Счастие» (до 6 (17) декабря 1741 года назвался «Генералиссимус Российский»), «Благополучие», «Екатерина», «Лесное», «Архангел Рафаил», «Фридемакер», «Святая великомученица Варвара», «Святой Сергий», «Святой Иоанн Златоуст» (В 1751 году был переименован в «Святой Иоанн Златоуст второй» в связи с постройкой одноимённого 80-пушечного корабля), «Архангел Гавриил», «Архангел Уриил», «Наталия», «Астрахань», «Рафаил», «Святой Иаков», «Не тронь меня», «Евстафий Плакида», «Святой Иануарий», «Саратов», «Тверь», «Трёх Иерархов», «Трёх святителей», «Европа», «Всеволод», «Ростислав», «Святой Георгий Победоносец», «Граф Орлов», «Память Евстафия», «Победа», «Виктор», «Вячеслав», «Дмитрий Донской», «Мироносиц», «Святой князь Владимир», «Александр Невский», «Борис и Глеб», «Преслава», «Дерись», «Ингерманландия», «Спиридон» и один корабль без названия 1758 года постройки.
2. ↑  155 футов 6 дюймов.
3. ↑  41 фут 6 дюймов.
4. ↑  18 футов.
5. ↑  В 1756 году находился в составе практической эскадры под общим командованием капитан-командора Герарда Антона Кейзера[8][9].
6. ↑  Англичанин на русской службе оригинал имени Luwis, в русской транслитерации также встречается вариант написания фамилии Лювес[11].
7. ↑  Утонул 26 сентября (7 октября)[15].